# Pius Font i Quer
Pius Font i Quer (Lleida, 9 d'abril de 1888 – Barcelona, 2 de gener de 1964) fou un botànic (taxonomista i fitogeògraf), farmacèutic i químic català. Va ser el primer director de l'Institut Botànic de Barcelona i fundà, a la muntanya de Montjuïc, el Jardí Botànic, annex a l'Institut.
Les seves recerques incrementaren considerablement el coneixement de les plantes i bolets, no solament de Catalunya sinó també d'altres indrets d'Espanya i del Marroc. Va crear, partint pràcticament de zero, l'Institut Botànic de Barcelona, una infraestructura científica necessària per posar la botànica catalana a un nivell europeu de primera línia. La seva vessant científica es complementava amb la pedagògica. Fou un docent, renovador de la forma d'ensenyar a la universitat introduint-hi l'experimentació i l'observació directa de la natura. Per aquest motiu fou un gran impulsor de les sortides al camp. Després de la guerra, en ser desposseït de tots els seus càrrecs, es dedicà a la divulgació científica d'alt nivell.

## Biografia
Fill únic de Manuel Font, farmacèutic, i de Sofia Quer, mestra, als quatre anys la família va traslladar-se a Manresa, on aviat descobriria la passió per la natura i entraria a formar part del Centre Excursionista de la Comarca del Bages. Distingit com a fill adoptiu de Manresa, on hi ha un institut d'ensenyament secundari que duu el seu nom. Ingressà a la Universitat de Barcelona l'any 1905 per estudiar ciències químiques. Es llicencià el 1908. Es va apuntar a un curset de botànica que donava Manuel Llenas a la Institució Catalana d'Història Natural. Sembla que això li va fer despertar l'interès per la botànica i va decidir continuar estudiant i cursar la llicenciatura de farmàcia (única carrera on es podia estudiar botànica) que va acabar el 1910 amb un excel·lent. L'any següent va obtenir el doctorat en farmàcia a la Universitat de Madrid amb la tesi titulada Ensayo fitotopográfico del Bages. Mentre estudiava el doctorat a la Universitat de Madrid, el 1911 va aprovar les oposicions al Cos Militar de Sanitat i es va convertir en farmacèutic militar, condició que li va permetre fer expedicions per tot el territori espanyol. Les primeres excursions van ser a Manresa, la seva terra, i després a Menorca i Burgos.
El 1911, junt amb Joan Cadevall i el valencià Carles Pau que d'ençà de 1906 que elaboraven el manuscrit, s'incorporà a la preparació d'una flora descriptiva i il·lustrada de Catalunya anomenada Flora de Catalunya, per encàrrec de l'Institut d'Estudis Catalans.
En el marc de la renovació de la Junta de Ciències Naturals de Barcelona, el 29 de desembre de 1916, s'incorpora com a naturalista agregat al Museu de Ciències Naturals, que en aquell moment es trobava en el parc de la Ciutadella de Barcelona. L'abril de 1917 planteja formalment a la junta la creació d'un Institut Botànic. En un primer inici aquesta en va aprovar la construcció. No era la primera vegada que se'n parlava, el projecte de l'Institut ja existia, signat per Maluquer i Arturo Caballero, consistent en un edifici de 3 plantes amb laboratoris, herbaris, sala de conferències i sala d'exposició. Font i Quer feu seu el projecte i això va costar-li, juntament amb les dificultats pressupostàries de la Junta, l'aturada del projecte. Així doncs, es va centrar en la conservació, l'increment dels materials i la realització d'estudis a la secció d'herbaris del Museu, marcant com a principal objectiu la confecció de l'inventari de la flora de la península hispànica, i en particular del de la flora de Catalunya. Amb més voluntat que recursos econòmics, començà a reunir una important col·lecció de plantes endèmiques i rares obtingudes principalment a la península hispànica, Illes Balears i Marroc.
El novembre de 1920, amb la jubilació de seu director Artur Bofill i Poch, va quedar vacant la direcció del museu, plaça que va ocupar Font i Quer el febrer de 1921. En aquells 11 anys ja havia aconseguit passar de 1000 a 70.000 plecs a l'herbari. Però va ser des d'aleshores quan la seva tasca d'herborització i de recerca botànica es multiplicà: va planificar un ambiciós programa de prospeccions pel territori espanyol i pel Protectorat espanyol del Marroc, aquest darrer, gràcies a les seves estades com a farmacèutic militar (el 1911 havia ingressat en el cos de sanitat militar, dins del qual assolí el grau de tinent coronel farmacèutic).
De pensament catalanista i progressista, tingué dificultats durant la dictadura de Primo de Rivera, quan, juntament amb una cinquantena de professors més, entre els quals Rafael Campalans, Pompeu Fabra o Carles Pi i Sunyer, fou expulsat de la universitat per signar una carta de suport a un altre professor i oposar-se al President de la Diputació.
L'any 1928 inicià la publicació de la Cavanillesia, la primera revista de botànica editada a Espanya. Dirigida per Carles Pau (mort el 1937) i pel mateix Font. Publicà vuit volums que aplegaven treballs de totes les disciplines botàniques (en llatí o en llengües neollatines), extenses bibliografies, referents sobretot a les terres de la Mediterrània occidental, i noticiaris de les activitats botàniques. Deixà de publicar-se el 1938.
El 1931 fou elegit per ocupar la presidència de la Institució Catalana d'Història Natural, càrrec que només va poder mantenir fins al 1932. També va ser nomenat director del Jardí Botànic, que en aquell moment era el jardí anomenat també "d'experimentació" situat davant l'edifici Martorell del parc de la Ciutadella. Va ser quan va decidir iniciar el trasllat del Jardí a la muntanya de Montjuïc, a unes antigues pedreres abandonades on hi havia construït el pavelló d'agricultura de l'Exposició Universal del 1929, que havia de convertir-se en el futur Institut Botànic de Barcelona (indret que ara ocupa l'actual Jardí Botànic Històric).
No va ser fins a l'any 1935 que Font i Quer va poder fer realitat el seu projecte més ambiciós, que des de feia gairebé 20 anys li voltava pel cap: la creació d'un Institut Botànic. En un principi això només va significar la segregació del departament de botànica del Museu i convertir-se en una entitat autònoma, anomenada Institut Botànic, però que seguia estant al mateix indret que abans, a l'edifici de la Ciutadella (i no pas a Montjuïc, com ell volia). Però l'any següent, amb l'inici de la Guerra Civil, l'emplaçament de la Ciutadella va esdevenir un indret perillós que corria el risc de ser bombardejat degut a la proximitat amb el port i amb l'estació de França. Això va desencadenar l'immediat trasllat de les col·leccions a una torre del carrer Sant Gervasi.
De tota manera, durant l'aixecament militar de 1936 es trobava a Albarrasí amb els seus alumnes en una expedició botànica. Per tornar a Barcelona van haver de travessar la línia del front i per això després de la guerra va ser reprès (sota l'acusació de rebel·lió militar) amb la pèrdua de tots els càrrecs, fet que el 1940 va conduir a la direcció interina de l'Institut Botànic a Antoni de Bolòs. Una de les primeres coses que va fer Bolòs va ser traslladar l'Institut Botànic de la torre de Sant Gervasi a Montjuïc, però no a l'emplaçament que havia previst Font i Quer, sinó a un edifici proper construït també provisionalment per l'Exposició Internacional de 1929. Finalment va quedar enllestit l'abril de 1941, i va ser la seu de l'Institut Botànic de Barcelona durant sis llargues dècades (fins al 2003, que trobà nou emplaçament en el recinte del nou Jardí Botànic). L'any 1946 Bolòs va continuar la tasca editorial del centre, però rebatejant la revista, amb el nom de Collectanea Botanica.
L'any 1964 morí Font i Quer, després de gairebé 25 anys en un segon pla, encarregat de la secció de Flora Hispànica de l'Institut Botànic, càrrec honorífic i mig remunerat. Va deixar a mitges un projecte que havia començat en els darrers anys de la seva vida i que tenia el suport de l'Institut d'Estudis Catalans: la creació de la Flora dels Països Catalans, que més tard es faria realitat gràcies al ferm capteniment i dedicació d'Oriol de Bolòs i de Josep Vigo.
Entre altres càrrecs, va ser professor de farmàcia i botànica a la Universitat de Barcelona i a l'Escola Superior d'Agricultura de Barcelona. Després de la guerra va treballar a l'Editorial Labor. Fou Soci Fundador del Centre Excursionista de la Comarca de Bages. Fou president de la Institució Catalana d'Història Natural (1931–1934), va ser membre de l'Institut d'Estudis Catalans des del 1942 (de la qual institució n'acabà sent President l'any 1958) i de la Société Botanique de Ginebra, vicepresident d'honor dels Congressos Internacionals de Botànica de París (1954) i d'Edimburg (1964) i doctor honoris causa per la Universitat de Montpeller.
Fou el gran normalitzador de la lexicografia botànica catalana i també castellana. Va ser encarregat de la coordinació de la terminologia botànica del Diccionari general de la llengua catalana', de Pompeu Fabra, i va normalitzar els vocables en l'obra Iniciació a la botànica, escrita per als seus alumnes d'agricultura. En llengua castellana va escriure el Diccionario de botánica publicat el 1953 per l'editorial Labor i el 2001 per editorial Península.
L'any 1939 Font i Quer fou jutjat i condemnat per rebel·lió militar. Fou condemnat a vuit anys de presó i restà tancat uns mesos al castell de Montjuïc fins que sortí sota llibertat condicional. Després de més de setanta anys de la seva condemna, el 30 de juny de 2017, el Parlament de Catalunya va aprovar per unanimitat declarar il·legals els judicis franquistes. D'aquesta manera, entre els prop de 64.000 processos judicials que tingueren lloc entre els anys 1938 i 1978, es va proclamar «nul de ple dret» el judici condemnatori contra Pius Font i Quer.

## Obres i reconeixements
Pius Font i Quer va ser un gran formador (les seves obres també eren de divulgació) de la terminologia botànica popular i científica en llengua catalana i castellana. Manifestà també un interès constant en l'aspecte lingüístic de la botànica, la qual cosa el dugué a ocupar-se tant de la nomenclatura popular de les plantes i dels elements del paisatge vegetal com de la formació dels termes científics erudits. En aquest sentit, les obres amb més ressò són: Iniciació a la botànica (1938) —on queda codificada la terminologia catalana—, Diccionario de Botánica (1953) —que és obra de referència per a estudiants de Botànica i la lexicografia botànica castellana—, Plantas medicinales (1962) encara avui reeditada per Editorial Península —recull més de 10 000 noms populars de plantes en les llengües peninsulars— i Botánica pintoresca (1958). Les dues darreres van ser il·lustrades per Suzanne Davit. Les seves recerques van abraçar especialment Catalunya, el sud del País Valencià i les illes d'Eivissa i de Formentera.